# Bob Rusay
Bob Rusay, född 1966, är en amerikansk musiker, i huvudsak känd som gitarrist i Cannibal Corpse. 

## Biografi
Tillsammans med Chris Barnes, Paul Mazurkiewicz, Jack Owen och Alex Webster grundade Rusay 1988 Cannibal Corpse. Dessförinnan var han med i bandet Tirant Sin, med vilket han spelade in tre demor: Desecration of the Graves (1987), Chaotic Destruction (1987) och Mutant Supremacy (1988). Rusay avskedades från Cannibal Corpse i februari 1993 och ersattes av Rob Barrett från Malevolent Creation.

## Diskografi i urval
Cannibal Corpse
- Eaten Back to Life (1990)
- Butchered at Birth (1991)
- Tomb of the Mutilated (1992)